# Bystad herrgård
Bystad (historiskt även Bysta) är en herrgård i Askers socken i Örebro kommun, Närke. Bystad ligger strax norr om sjön Sottern och söder om Kilsmo.

## Historia
Bystad (under medeltiden Byghce stad) beboddes under Albrekt av Mecklenburgs tid av en Böghil van Hoo, häradshövding i östra Närke. Riddaren Bo Djure, hövitsman på Stockholms slott, var under Erik av Pommern ägare till godset, som under Kristofer av Bayerns tid beboddes av riddaren Tomas Bengtsson. År 1448 kom godset i riksrådet Lars Siggesson Sparres ägo. Det innehades sedan länge av hans släkt. Genom gifte övergick det först till Tottska och därefter till Rålambska släkten. I dess ägo befann sig godset från början av 1600-talet till 1768. Då såldes det för 800,000 daler kopparmynt till grevinnan Eva Bielke.
Sex år därefter sålde hon egendomen till ryttmästaren David Henrik Hildebrand för 700,000 daler kopparmynt. Han gjorde Bystad med Brevens bruk till fideikommiss 1778. Hans son, David Gotthard Hildebrand, dog 1808 och fideikommissets innehavare genom arv blev då hans systerdotter, friherrinnan Sofia Ulrika Bonde. Hon var gift med översten och greven Johan August Anckarsvärd, under vilkens ledning jordbruk och bruksverksamhet moderniserades på genomgripande sätt. Dottern Eva Anckarsvärd (1819-87) var gift med Johan August Gripenstedt, och vid hennes död 1887 övergick fideikommisset till sonen friherre Johan Theodor Gripenstedt. Dennes sonson Johan August Gripenstedt (1922-2009) ombildade 1979 fideikommisset, som också omfattar Brevens Bruk, till aktiebolaget Brevens Bruk AB.
Bystad omfattar omkring 19 000 hektar, varav omkring 1 000 hektar odlad mark.

## Bystad herrgårdsmiljö
Claes Rålamb lät i slutet av 1600-talet uppföra en envånings herrgårdsbyggnad i trä med flyglar, troligen med Mathias Spihler som arkitekt. Herrgården fick sitt nuvarande utseende i senkarolinsk stil omkring 1720 under Claes Rålambs yngste son Gustaf Rålamb (1675-1750), president i Bergskollegium, som lät bygga på en våning och förse byggnaden med ett högt säteritak. Herrgården förföll kring sekelskiftet 1700/1800, då de dåvarande ägarna Hildebrand var bosatta på Nynäs, men har senare grundligt renoverats på 1870-talet genom Johan August Gripenstedt och moderniserats på 1930-talet.

## Konstsamling
Bystad är berömt för en innehållsrik porträttsamling. I huvudbyggnaden finns en konstsamling med bland annat porträtt och andra målningar av Pieter Brueghel, Lorens Pasch d.y., David Klöcker Ehrenstrahl, David von Krafft, Carl Fredrik von Breda och Olof Johan Södermark. Det finns en välbevarad inredning med bland annat tidstypiska kakelugnar, paneler och andra snickeridetaljer. I vestibulen och trapphallen finns vägg- och takmålningar efter förlaga av Antoine Watteau.

## Fatbursbyggnad
På gården finns också en unik fatbursbyggnad, sannolikt från omkring år 1600, en inklädd rödmålad loftbod med spåntak och byggd enligt medeltida timmerbyggnadsteknik. Byggnadstypen är ovanlig och fatburen har endast en direkt motsvarighet i landet, på Björkviks herrgård i Östergötland (varav en kopia uppförts på Skansen i Stockholm).

## Byggnadsminne
Bystad herrgård är sedan december 2001 byggnadsminnesförklarad av Länsstyrelsen i Örebro län, med motivering att "karaktärsbyggnaderna i den centrala gårdsanläggningen är av hög ålder och mycket välbevarade. De har genom sin representativitet och autenticitet ett mycket högt arkitektur- och bebyggelsehistoriskt egenvärde och bildar tillsammans en enhetlig och väl sammanhållen miljö av betydande kulturhistoriskt värde".